# Cité des métiers et des arts de Limoges
La cité des métiers et des arts de Limoges est un espace de rencontres et d'exposition consacré au compagnonnage et au travail des compagnons, qui regroupe environ 75 œuvres réalisées depuis le XIXe siècle par les artisans. Il est situé rue de la Règle, dans le quartier de la Cité, en bordure du jardin de l'Évêché.
La Cité des métiers et des arts occupe une extension de la fin du XIXe siècle du séminaire diocésain édifié sur les vestiges de l'ancienne abbaye de la Règle, disparue au XVIIIe siècle.
La CMA fait face aux anciennes maisons canoniales dans lesquelles les Compagnons du tour de France de Limoges ont installé leur siège.
Le site accueille en outre un centre de documentation, un pôle multimédia et une salle de conférences.

## Expositions
Le rez-de-chaussée accueille l'exposition permanente, qui regroupe des œuvres de Meilleurs ouvriers de France, et il nous y est expliqué en détail ce qu'est le compagnonnage et quelles sont ses corporations, notamment autour des métiers du bâtiment au sein de la Fédération compagnonnique des métiers du bâtiment. Le sous-sol accueille les expositions temporaires, au sein des caves de l'ancienne abbaye de la Règle.

## Liens
- Site officiel